# Dystrykt Dadu
Dystrykt Dadu (urdu: دادو) – dystrykt w południowym Pakistanie w prowincji Sindh. W 1998 roku liczył 1 688 811 mieszkańców (z czego 52,53% stanowili mężczyźni) i obejmował 305 116 gospodarstw domowych. Siedzibą administracyjną dystryktu jest Dadu.